# Åby (Norrköping)
Pour les articles homonymes, voir Aby.
Åby est une localité suédoise de la commune de Norrköping.
Le nom de la localité signifie « village sur une rivière » (du vieux norrois á, rivière, et býr, village) et est identique à celui de la localité anglaise d'Aby (Lincolnshire).